# Olympische Sommerspiele 1976/Teilnehmer (Türkei)
| Gelbes Symbol für Goldmedaillen mit stilisierten Olympischen Ringen | Graues Symbol für Silbermedaillen mit stilisierten Olympischen Ringen | Braundes Symbol für Bronzemedaillen mit stilisierten Olympischen Ringen |
| ------------------------------------------------------------------- | --------------------------------------------------------------------- | ----------------------------------------------------------------------- |
| —                                                                   | —                                                                     | —                                                                       |

Die Türkei nahm an den Olympischen Sommerspielen 1976 in Montreal mit einer Delegation von 27 Athleten (26 Männer und eine Frau) an 27 Wettkämpfen in acht Sportarten teil.
Ein Medaillengewinn gelang keinem der Athleten, womit die Türkei erstmals seit den Olympischen Sommerspielen 1928 ohne Medaille blieb. Fahnenträger bei der Eröffnungsfeier war der Judoka Süheyl Yeşilnur.

## Teilnehmer nach Sportarten

### Boxen
- Ali Canay
Halbfliegengewicht: in der 2. Runde ausgeschieden

- Kemal Solunur
Bantamgewicht: in der 2. Runde ausgeschieden

- Sabahattin Burcu
Halbweltergewicht: in der 2. Runde ausgeschieden

### Gewichtheben
- Kemal Başkır
Leichtgewicht: 12. Platz

- Mehmet Suvar
Halbschwergewicht: 12. Platz

### Judo
- Süheyl Yeşilnur
Leichtgewicht: im Achtelfinale ausgeschieden

- Osman Yanar
Halbmittelgewicht: in der 1. Runde ausgeschieden

- Rafet Güngör
Mittelgewicht: 7. Platz

### Leichtathletik
Männer
- Hüseyin Aktaş
Marathon: 37. Platz

- Veli Balli
Marathon: 38. Platz

### Radsport
- Erol Küçükbakırcı
Bahn 1000 m Zeitfahren: 23. Platz
Bahn 4000 m Einerverfolgung: 23. Platz

### Ringen
- Kuddusi Özdemir
Halbfliegengewicht, Freistil: 7. Platz

- Kamil Özdağ
Fliegengewicht, Freistil: in der 2. Runde ausgeschieden

- Vehbi Akdağ
Federgewicht, Freistil: in der 3. Runde ausgeschieden

- Mehmet Sarı
Leichtgewicht, Freistil: in der 2. Runde ausgeschieden

- Yakup Topuz
Weltergewicht, Freistil: in der 2. Runde ausgeschieden

- Mehmet Uzun
Mittelgewicht, Freistil: 4. Platz

- İsmail Temiz
Halbschwergewicht, Freistil: in der 2. Runde ausgeschieden

- Salih Bora
Halbfliegengewicht, griechisch-römisch: 7. Platz

- Bilal Tabur
Fliegengewicht, griechisch-römisch: in der 2. Runde ausgeschieden

- Mehmet Uysal
Federgewicht, griechisch-römisch: in der 3. Runde ausgeschieden

- Erol Mutlu
Leichtgewicht, griechisch-römisch: 7. Platz

### Schießen
- Akin Ersoy
Freie Pistole 50 m: 18. Platz

- Mehmet Dursun
Kleinkalibergewehr liegend 50 m: 47. Platz

- Güneş Yunus
Skeet: 44. Platz

### Wasserspringen
Männer
- Ahmet Kizil
3 m Kunstspringen: 28. Platz

Frauen
- Peri Suzan Özkum
3 m Kunstspringen: 27. Platz